# 베이비 마마
《베이비 마마》(영어: Baby Mama)는 2008년에 개봉한 미국의 로맨틱 코미디 영화이다. 마이클 매컬러스의 감독 데뷔작이며 매컬러스가 각본도 담당하였다. 티나 페이, 에이미 폴러, 그레그 키니어, 댁스 셰퍼드, 시고니 위버, 스티브 마틴, 로머니 맬코, 모라 티어니, 홀랜드 테일러 등이 출연하였다.   

## 줄거리
경력을 늘 최우선에 두고 개인 삶을 등한시해온 37살 필라델피아 기업 부사장 케이트는 아이를 갖기로 결심한다. 그러나 불행히도 T자형 DES 자궁을 가져 선천적으로 불임에 가깝다는 사실을 알게 된다. 입양 시도마저도 좌절된 후 케이트는 철없고 무례한 앤지를 대리모로 고용한다.
임신한 앤지가 집에 얹혀 지내는 동안 케이트는 육아와 업무를 균형 있게 해낼 준비를 하며 분투한다. 또한 케이트는 인근 생과일 주스 카페 사장 롭과 연애를 시작한다.
사실 앤지의 시험관 내 수정은 실패했으며 앤지는 보수를 받자마자 튈 생각으로 임신한 척 케이트를 속이는 중이다. 앤지는 곧 죄책감을 느끼지만 진실 고백을 차일피일 미루는 사이에 자신이 헤어진 사실혼 관계의 남편 칼의 아이를 임신했다는 걸 알게 되는데...

## 출연
- 티나 페이 - 캐서린 "케이트" 홀브룩 역
- 에이미 폴러 - 앤절라 "앤지" 오스트라우스키 역
- 그레그 키니어 - 롭 애커먼 역
- 댁스 셰퍼드 - 칼 루미스 역
- 시고니 위버 - 채피 빅널, 대리모 대행사 대표 역
- 스티브 마틴 - 배리 워터먼, 라운드 어스 오개닉 마켓의 케이트 상사 역
- 로머니 맬코 - 오스카 프리얀, 수위 역
- 모라 티어니 - 캐럴라인, 케이트의 언니 역
- 홀랜드 테일러 - 로즈 홀브룩, 케이트의 어머니 역
- 스티븐 메일러 - 댄 역
- 셔반 팰런 호건 - 출산 강사 역
- 케빈 콜린스 - 라운드 어스 직원 역
- 윌 포테이 - 스콧, 케이트의 전 남자친구 역
- 데니스 오헤어 - 매나임 의사 역
- 프레드 아미슨 - 아기차 판매원 역
- 제임스 레브혼 - 판사 역
- 존 호지먼 - 난임 전문의 역
- 톰 매카시 - 케이트의 데이트 상대 역
- 제이슨 맨주커스 - 조너선, 대리부 역
- 브라이언 스택 - 데이브 역
- 존 글레이저 - 채식 식당 종업원 역
- 앤 L. 네이선

## 기타 제작진
- 배역: 에이비 코프먼
- 세트: 수전 보디
- 의상: 러네이 얼릭 캘퍼스